# Anton Svendsen
Pour les articles homonymes, voir Svendsen.
Anton Svendsen, né à Copenhague (Danemark) le 23 juin 1846 et mort dans cette ville le 23 décembre 1930, est un violoniste danois.

## Biographie
Anton Svendsen a été recteur de l'Académie royale danoise de musique (Det Kongelige Danske Musikkonservatorium) de 1915 à 1930.

### Liens familiaux
Anton Svendsen est le père du réalisateur, metteur en scène et violoncelliste Torben Anton Svendsen.